# Interaction (3-Cohens-Album)
Interaction ist ein Jazzalbum der Formation 3 Cohens um Anat Cohen, Avishai Cohen, Yuval Cohen mit der WDR Big Band unter der Leitung von Oded Lev-Ari. Die 2022 in der Kölner Philharmonie entstandenen Aufnahmen erschienen 2025 auf Anzic Records.

## Hintergrund
Die Geschwister Anat (Klarinette), Avishai (Trompete) und Yuval Cohen (Sopransaxofon) entwickelten während ihrer Kindheit in Tel Aviv auch eine tiefe musikalische Bindung, und das gemeinsame Improvisieren wurde für sie zur Selbstverständlichkeit. Die drei Cohens nahmen über ein Jahrzehnt hinweg vier Studioalben auf: „One“ (2003), „Braid“ (2007), „Family“ (2011) und „Tightrope“ (2013). Die letzten drei erschienen bei Anzic Records, dem Indie-Label, das Anat gemeinsam mit ihrem gleichgesinnten Produzenten und Kollaborateur Oded Lev-Ari gegründet hatte. Im Sommer 2022 waren die drei Geschwister wieder als „Three Cohens“ zu Gast bei der WDR Big Band. Bei einem Konzert in der Kölner Philharmonie entstand das Album Interaction mit Eigenkompositionen der Cohens und einigen ihrer Lieblingsklassiker, wie dem „Tiger Rag“. Bei diesem Konzert wirkten der Pianist Aaron Goldberg, der Schlagzeuger Eric Harland und der Bassist Omer Avital mit.

## Titelliste
- 3 Cohens & WDR Big Band: Interaction (Anzic Records ANZ-0090)

1. Shufla de Shufla 8:49
2. Catch of the Day (For A&M) 7:11
3. Tiger Rag (Nick LaRocca, Harry DeCosta) 8:04
4. Naked Truth Pt. 2 7:40
5. Festive Minor (Gerry Mulligan) 4:18
6. Trills & Thrills (Oded Lev-Ari) 7:58
7. Footsteps & Smiles (Anat Cohen) 7:03

## Rezeption
Wenn man neu in der modernen Jazzszene sei und nach Brotkrümelspuren zu einigen ihrer besten Stücke suche, könne man mit den Aufnahmen der Geschwister Cohen nichts falsch machen, schrieb Dave Sumner (Daily Bandcamp). Dies gelte insbesondere für ihr Ensemble 3 Cohens. Bereits ihr Album Braid aus dem Jahr 2007 sei eines der Alben, die den Rezensenten dazu gezwungen hätten, seine Hörgewohnheiten fast vollständig vom Old-School-Jazz abzuwenden und sich modernen Veröffentlichungen zuzuwenden. Das Ergebnis sei eine Glanzleistung aus melodischer Elektrizität, harmonischer Wärme und einnehmendem rhythmischem Geplapper – Musik, die gleichermaßen mitreißend und intim klinge. Das Ergebnis sei nicht anders, wenn man von einem kleinen Ensemble zu einer Bigband wechsle, wie sie es auf hier in einer Zusammenarbeit mit der WDR Big Band tun. Unter der Leitung von Oded Lev-Ari hüpfe, wirbele und springe die Musik und drücke in jedem Moment eine Freude aus, selbst wenn die Natur des Blues zu besinnlichen Zwischenspielen führt.